# Буживал
Буживал (фр. Bougival) насеље је и општина у Француској у региону Париски регион, у департману Ивлен која припада префектури Сен Жермен ан Ле.
По подацима из 2011. године у општини је живело 8472 становника, а густина насељености је износила 3055 становника/km². Општина се простире на површини од 2,76 km². Налази се на средњој надморској висини од 26 метара (максималној 166 m, а минималној 23 m).

## Демографија
| 1962. | 1968. | 1975. | 1982. | 1990. | 1999. | 2011. |
| ----- | ----- | ----- | ----- | ----- | ----- | ----- |
| 7.296 | 8.444 | 8.599 | 8.473 | 8.552 | 8.432 | 8.472 |

График промене броја становника у току последњих година